# Lavey-Morcles
Lavey-Morcles is een gemeente in het Zwitserse kanton Vaud en maakt deel uit van het district Aigle. De gemeente is in 1851 ontstaan door de fusie van de toenmalige gemeenten Lavey en Morcles.
Lavey-Morcles telt 813 inwoners.